# Longitarsus longiseta
Longitarsus longiseta  (лат.) — вид листоедов (Chrysomelidae) из подсемейства козявок (Galerucinae). Распространён в Центральной и Восточной Европе, от Сибири на восток до Японии и севера Китая. Взрослые жуки и их личинки питаются листьями вероники лекарственной (Veronica officinalis) (вид подорожниковых).

## Формы
- Longitarsus longiseta f. obsoleta Kolbe, 1920